# Municipio de East Finley (Misuri)
El municipio de East Finley (en inglés: East Finley Township) es un municipio ubicado en el condado de Christian en el estado estadounidense de Misuri. En el año 2010 tenía una población de 6240 habitantes y una densidad poblacional de 223,1 personas por km².

## Geografía
El municipio de East Finley se encuentra ubicado en las coordenadas 36°58′58″N 93°12′33″O / 36.98278, -93.20917. Según la Oficina del Censo de los Estados Unidos, el municipio tiene una superficie total de 27.97 km², de la cual 27.93 km² corresponden a tierra firme y (0.16%) 0.04 km² es agua.

## Demografía
Según el censo de 2010, había 6240 personas residiendo en el municipio de East Finley. La densidad de población era de 223,1 hab./km². De los 6240 habitantes, el municipio de East Finley estaba compuesto por el 95.79% blancos, el 0.42% eran afroamericanos, el 0.58% eran amerindios, el 0.35% eran asiáticos, el 0.11% eran isleños del Pacífico, el 0.72% eran de otras razas y el 2.04% pertenecían a dos o más razas. Del total de la población el 2.95% eran hispanos o latinos de cualquier raza.